# Здравствуйте, доктор!
«Здравствуйте, доктор!» — советский фильм режиссёра Василия Левина, снятый в 1974 году.

## Сюжет
Телефильм. В глухую деревеньку на отдых приехал молодой хирург Александр. Он доволен собой, у него все удачно складывается в жизни: позади институт, готовит диссертацию, работает в известной клинике. Однако в скором времени на отдыхе успешный хирург Александр принимает решение остаться в деревне и работать в сельской больнице.

## В ролях
- Василий Лановой — Александр
- Галина Яцкина — Нина, жена Александра
- Сергей Медведский — Матвей Глущин, председатель колхоза
- Николай Волков-старший — Трофим Зубцов, сельский врач
- Татьяна Веденеева — Тамара, дочь председателя колхоза, медсестра
- Виктор Чибинцев — Дима Петров, механизатор, влюбленный в Тамару
- Альберт Иричев — Владимир, врач, друг Александра, сын председателя колхоза
- Борис Сабуров — Терентий, одинокий старик
- Зинаида Воркуль — тётя Сима
- Семён Крупник — друг Александра